# Зборовиці (Малопольське воєводство)
Зборовиці (пол. Zborowice) — село в Польщі, у гміні Ценжковиці Тарновського повіту Малопольського воєводства.
Населення — 1177 осіб (2011).
У 1975-1998 роках село належало до Тарновського воєводства.

## Демографія
Демографічна структура станом на 31 березня 2011 року:
|          | Загалом | Допрацездатний вік | Працездатний вік | Постпрацездатний вік |
| -------- | ------- | ------------------ | ---------------- | -------------------- |
| Чоловіки | 600     | 144                | 386              | 70                   |
| Жінки    | 577     | 127                | 320              | 130                  |
| Разом    | 1177    | 271                | 706              | 200                  |